# Hoplias mbigua
Hoplias mbigua es una especie de pez caraciforme de agua dulce del género Hoplias, cuyos integrantes son denominados comúnmente tarariras o taruchas. Habita en ríos subtropicales en el centro-este de América del Sur. 

## Taxonomía
Hoplias mbigua fue descrita originalmente en el año 2015 por los ictiólogos María de las Mercedes Azpelicueta, Mauricio F. Benítez, Danilo R. Aichino y C. M. Damián Mendez.
Localidad tipo
La localidad tipo referida es: “río Paraná en Nemesio Parma, en las coordenadas: 27°21′23.04″S 56°1′1.92″O / -27.3564000, -56.0172000, departamento Capital, provincia de Misiones, Argentina”.
Holotipo
El ejemplar holotipo designado es el catalogado como: CI-FML 6763, el cual midió 224 mm. Fue colectado en noviembre de 2005 por D. Aichino, M. Azpelicueta, D. Méndez e Isabelino Rodríguez.
Etimología
Etimológicamente el término genérico Hoplias deriva del idioma griego donde hoplon es 'arma', en relación con sus poderosas denticiones. Su apelativo específico mbigua (un sustantivo en aposición) procede del idioma guaraní, y es el nombre con que se denomina localmente a un ave acuática regional, el biguá o cormorán neotropical (Phalacrocorax brasilianus), en razón de que este es el apodo con que se conoce a Isabelino Rodríguez, quien trabajó durante muchos años en el Proyecto Biología Pesquera Regional, por lo tanto es un epónimo.

## Distribución
Esta especie es característica de la ecorregión de agua dulce Paraná inferior. Se distribuye en la cuenca del río Paraná, en el noreste de la Argentina, en varias localidades del sudoeste de la provincia de Misiones (arroyo Yabebiry, Nemesio Parma, Corpus, Garupá, Puerto Maní) y en una de la provincia de Corrientes (Ituzaingó). Posiblemente también en la ribera correspondiente al este del Paraguay.

## Características
Hoplias mbigua pertenece al “grupo de especies H. malabaricus” porque, en vista ventral, los márgenes del dentario convergen hacia la sínfisis mandibular. 
Hoplias mbigua posee varias características diagnósticas. Cuenta con placa grande con dientes en la superficie dorsal de los basibranquiales y basihial. Salvo de H. microlepis, es posible separarla de las restantes especies por presentar en la mandíbula 5 bandas transversales de color pardo; en las restantes especies la mandíbula inferior no posee marcas o solo exhibe   pequeñas manchas uniformemente distribuidas (pardas o negras). Hoplias mbigua tiene 20 escamas circunpedunculares, en cambio H. microlepis posee 18 siendo de entre 22 y 24 en H. malabaricus y H. teres.